# جيري كونولي (ممثل)
جيري كونولي (بالإنجليزية: Gerry Connolly)‏ هو ممثل أسترالي، ولد في 15 نوفمبر 1957.

## وصلات خارجية
- جيري كونولي على موقع IMDb (الإنجليزية)
- جيري كونولي على موقع ميوزك برينز (الإنجليزية)
- جيري كونولي على موقع قاعدة بيانات الفيلم (الإنجليزية)